# Говард-Бейкер, Бен
Бенджамин Говард-Бейкер (англ. Ben Howard-Baker; 13 февраля 1892 — 10 сентября 1987) — английский атлет, который достиг успеха в различных видах спорта, таких как футбол и прыжки в высоту. Представлял Англию на олимпийских играх в различных соревнованиях.
Он был вратарем сборной Англии, «Ливерпуля», «Эвертона» и «Челси», и любительской команды «Коринтан». Играл за любителей в 1929 году в Благотворительном Кубке Англии по футболу. Он также представлял сборную Англии по водному поло на позиции защитника, но из-за повреждения лодыжки морской миной во время операции в Первой мировой войне переквалифицировался во вратаря.
В одиночном разряде, парном и смешанном парном разряде, Бейкер соревновался в 1929 году в Северной отборочном турнире Уимблдона, и выиграл в 1932 году Валлийские Крытые Корты теннисных соревнований.
Говард-Бейкер был также был всемирно известен по прыжкам в высоту, Говард-Бейкер представлял Великобританию в 1912 (6 место) и 1920 (11 место) году на Олимпийских играх. Ему принадлежал рекорд (1,95 м, с 1921 по 1946 год) по прыжкам в высоту.. Помимо этого, он был рекордсменом по тройному прыжку. На Чемпионате Северных Провинций Бенджамин выиграл соревнования по прыжкам в высоту (1911—1914, 1912-21), 120 ярдов с барьерами (1921) и метании диска (1920). Он также выиграл соревнования по прыжкам в длину на «Северных Олимпийских Забегах» 1920 года.
После ухода из спорта присоединился к семейному бизнесу по производству мыла и химических веществ, и стал известным бизнесменом в Ливерпуле.

## Карьера
Разносторонний спортсмен Говард Бейкер провел первые годы своей футбольной карьеры, играя в различных северо-западных любительских командах, прежде чем перейти из «Блэкберн Роверс» и «Престон Норт Энд». Затем он вернулся в свой родной город, чтобы присоединиться к «Ливерпулю», позже перейдя к соперникам «Красных» — «Эвертону», а затем в «Челси» в начале 1921 года.